# 甄承嗣
甄承嗣，直隸唐縣（今河北省唐縣）人，清朝政治人物。
康熙十五年（1676年）丙辰科進士，名列三甲榜尾。官四川開縣（今重慶市開州區）知縣。餘事不詳。